# Timothy Nolen
Timothy Nolen (Rotan, 9 giugno 1941 – 31 agosto 2023) è stato un baritono e attore teatrale statunitense.

## Biografia
Nato e cresciuto in Texas, esordì alla San Francisco Opera nel 1968 nella prima statunitense del Christophe Colomb di Darius Milhaud. Continuò a cantare regolarmente per la compagnia nei cinque anni seguenti, nei ruoli di Gregorio in Roméo et Juliette, Marullo in Rigoletto, Montano in Otello, Morales in Carmen, Ned Keene in Peter Grimes, Schaunard ne La Bohème, Sciarrone in Tosca e del parrucchiere in Ariadne auf Naxos. Tornò a cantare saltuariamente a San Francisco anche nei vent'anni successivi, cantando ruoli quali Figaro ne Il barbiere di Siviglia con Frederica von Stade (1976), Malatesta in Don Pasquale con Geraint Evans (1980) e il Dottor Falke ne Il pipistrello con Patricia Racette (1990).
Nel 1984 interpretò l'eponimo protagonista nel primo allestimento operistico di Sweeney Todd: The Demon Barber of Fleet Street in scena all'Houston Grand Opera e poi alla New York City Opera accanto a Rosalind Elias. Il ruolo inaugurò la carriera di Nolen nel teatro musicale: nel 1985 esordì a Broadway nella prima del musical Grind, ottenendo una candidatura al Drama Desk Award al miglior attore non protagonista in un musical per la sua interpretazione nel ruolo di Doyle. Tra l'ottobre 1988 e il marzo 1989 rimpiazzò Michael Crawford in The Phantom of the Opera a Broadway, diventando il primo attore statunitense e il primo baritono ad interpretare il Fantasma dell'Opera; tuttavia, il ruolo non era adatto al profilo vocale di Nolan, che fu licenziato e sostituito da Cris Groenendaal, già suo collega in Sweeney Todd ad Houston. Negli anni successivi tornò ad interpretare Sweeney Todd in diversi allestimenti, tra cui a Tel Aviv nel 1991 e a Chicago nel 1993. Nel 1994 tornò a Broadway per l'ultima volta nel musical Cyrano, inizialmente nella parte del Conte de Guiche e poi in quella dell'eponimo protagonista. Nello stesso anno cantò alla Civic Opera House di Chicago nel Candide di Leonard Bernstein.
Il 1º ottobre 1996, Nolen debuttò al Metropolitan Opera come Krusina ne La sposa venduta, diretto da James Levine. Sarebbe tornato al Met nel 2001 come Barone Zeta ne La vedova allegra, al fianco di Plácido Domingo e, la stagione successiva, vi cantò ancora nel ruolo dell'uomo con un occhio solo ne La donna senz'ombra con Deborah Voigt. Nel 2001 tornò a cantare in Sweeney Todd, questa volta nel ruolo del Giudice Turpin, in un allestimento concertistico a San Francisco con George Hearn e Patti LuPone; avrebbe interpretato nuovamente il ruolo alla Civic Opera di Chicago l'anno successivo al Teatro dell'Opera di St. Louis nel 2012, mentre nel 2004 interpretò Sweeney Todd per l'ultima volta alla New York City Opera accanto ad Elaine Paige.
È morto nel 2023 all'età di 82 anni.